# Прусский союз

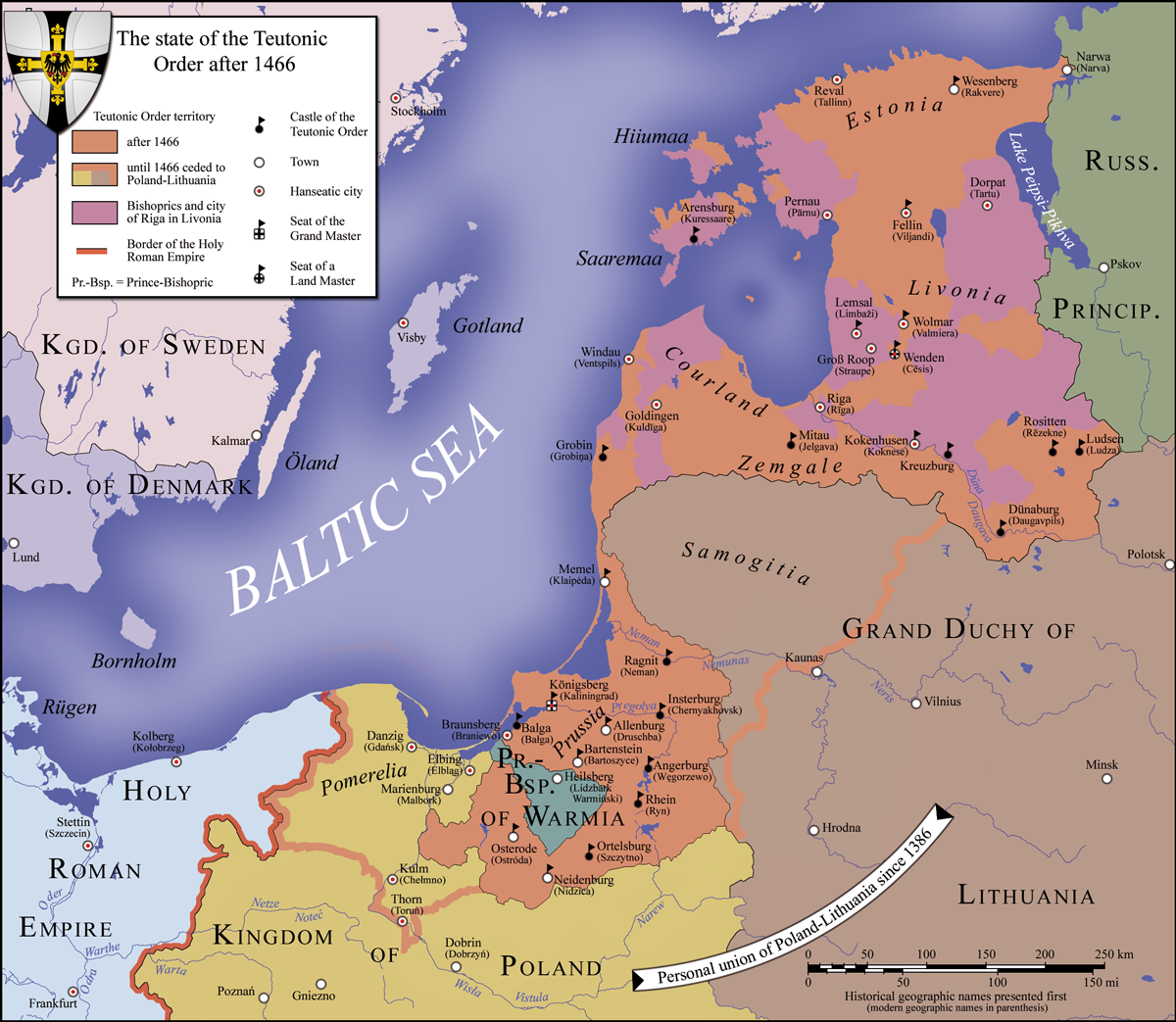
Тевтонский орден после 1466

Прусский союз (Прусская конфедерация, нем. Preußischer Bund или Bund vor Gewalt) — организация немецких городов и духовенства, созданная в 1440 году для организации противодействия в союзе с поляками Тевтонскому ордену.

## Предпосылки
Согласно заключённому в 1411 году Первому Торуньскому миру, последовавшему после разгрома тевтонских рыцарей в битве при Грюнвальде, Орден был обязан выплатить крупную контрибуцию Королевству Польскому. В тевтонском государстве были установлены высокие налоги на подданных, чтобы обеспечить перевооружение.
В 1414 и 1422 годах произошли ещё две войны с Польшей и Великим княжеством Литовским (Голодная и Голубская), в результате которых (по Мельнскому миру 1422 года) Орден уступил Королевству Польскому часть Куявии с Нешавой и окончательно отказывался от претензий на Жемайтию, которая по Торуньскому миру должна была отойти Ордену после смерти великого князя литовского Витовта.
В 1420-х годах великому магистру Паулю фон Русдорфу удалось наладить отношения с поляками, однако вмешательство Ордена в гражданскую войну в Великом княжестве Литовском на стороне противника Польши великого князя литовского Свидригайла привело к началу новой польско-тевтонской войны.
В это время одним из представителей фон Русдорфа и посредником в отношениях с городами становится Иоганн (Ганс) фон Байзен.
Высокие налоги способствовали усилению политической активности горожан, особенно жителей Ганзейских городов. В 1430 году сословия Пруссии предложили создать Государственный совет (правительство), состоящий из шести высших должностных лиц Ордена, шести не состоящих в Ордене священников, шести рыцарей и шести представителей городов. Пауль фон Русдорф не принял это предложение, но через два года сам выступил с идеей создания Тайного совета — консультативного органа при великом магистре. Рыцарство дало согласие, однако горожане отказались принимать участие в его работе.
Несмотря на расширение политических прав населения, недовольство политикой Ордена и великим магистром росло.

## Образование союза

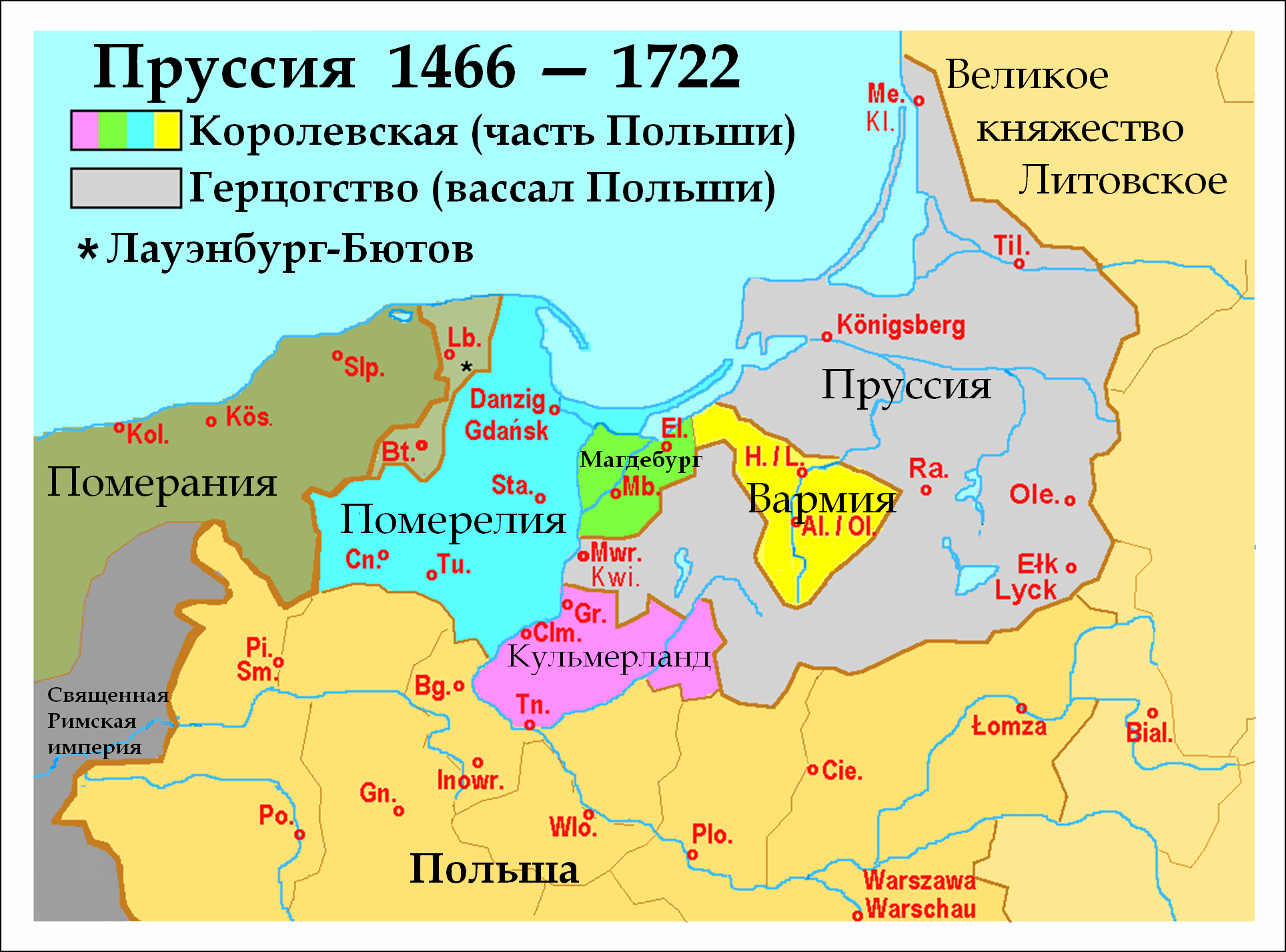
Пруссия в 1466—1722

14 марта 1440 года, собравшись в Мариенвердере, 53 представителя дворянства и духовенства, а также 19 прусских городов, среди которых основную роль играли представители ганзейских городов — Данцига, Эльбинга и Торна, — основали Прусский союз. 3 апреля к Союзу присоединилось ещё семь городов. Акт об образовании Союза был подписан в Данциге, ныне он хранится в архиве Торуни.
В 1441 году, после смерти Русдорфа его преемник Конрад фон Эрлихсхаузен продолжил переговоры с Союзом вплоть до своей смерти в 1449 году. Союз добивался поддержки со стороны Священной Римской империи в борьбе с Тевтонским орденом. Людвиг фон Эрлихсхаузен (племянник Конрада), великий магистр Ордена в 1450—1467 годах занял более решительную и агрессивную позицию по отношению к Прусскому Союзу. Он начал тяжбу в суде при дворе императора Фридриха III, который вынес вердикт, объявляющий Союз незаконным.

## Тринадцатилетняя война
В феврале 1454 года Прусский Союз поднял восстание против власти Ордена. Лидеры Союза Габриэль и Иоганн фон Байзены запросили поддержки у короля польского Казимира IV, помолвленного с Елизаветой Австрийской, дочерью короля Германии Альбрехта II.
В результате Тринадцатилетней войны, завершившейся разгромом Тевтонского ордена и заключением Второго Торуньского мира, крестоносцы утратили контроль над западной Пруссией. Основные города-члены Союза вошли в состав Королевства Польского как часть Королевской Пруссии. Тевтонский орден был вынужден признать себя вассалом короля польского. Прусский союз был разделён и фактически прекратил существование.

## Последствия
Тевтонский Орден не признал Второй Торуньский мир, настаивая на том, что договор явился результатом постоянных угроз со стороны Польши и был вынужденным. Кроме того, Орден утверждал, что вся Пруссия является леном, пожалованным католической церковью тевтонским рыцарям, следовательно, он не может быть предметом споров между светскими властями. В этом случае разделение Пруссии могли санкционировать только Папа или император Священной Римской империи, как светский покровитель церкви и Ордена. Таким образом, крестоносцы пытались добиться от папы Павла II и императора Фридриха III отмены договора, в то время, как поляки добивались его утверждения. Однако прусский вопрос остался нерешённым.
Вскоре после заключения Второго Торуньского мира спор из-за статуса князя-епископа варминского привёл к конфликту, известному как Война священников.
Автономный статус Королевской Пруссии был отменён в 1599 году.

## Города-члены Союза
Города-основатели:
- Торн
- Торнский Нойстадт
- Кульм
- Эльбинг
- Эльбингский Нойстадт
- Данцигский Рехстадт
- Браунсберг
- Кёнигсбергский Альстадт
- Кнайпхоф
- Лёбенихт
- Грауденц
- Штрасбург
- Ноймарк
- Лёбау
- Реден
- Велау
- Алленбург
- Цинтен
- Хайлигенбайль
- Ландсберг

Города, присоединившиеся 3 апреля 1440 года:
- Меве
- Данцигский Альстадт
- Нойенбург
- Лауенбург
- Леба
- Хела
- Путциг